# José Eduardo de Andrade Vieira
José Eduardo de Andrade Vieira (Tomazina, Paraná; 30 de desembre de 1938 - Londrina, Paraná; 1 de febrer de 2015) va ser un empresari ramader, banquer i polític brasiler afiliat al Partit Laboralista Brasiler (PTB), del que va ser president. Va ser Senador de la República i Ministre, ocupant diverses carteres.

## Biografia
Era fill de Maria José de Andrade Vieira i Avelino Antônio Vieira, fundador del banc Bamerindus. José Eduardo va ser-ne l'últim president abans de ser adquirit pel britànic HSBC. Més tard va invertir en mitjans de comunicació i en una empresa paperera.
Va ser senador pel Paranà pel PTB, en el mandat 1991-1999. En aquest període, va ser nomenat ministre d'Indústria, Comerç i Turisme pel President de la República Itamar Franco, ocupant la cartera entre el 19 d'octubre de 1992 i el 23 de desembre de 1993. Addicionalment, va ser el titular del ministeri d'Agricultura, Proveïment i Reforma Agrària de l'1 de setembre al 13 d'octubre de 1993.
Va tornar a ser ministre d'Agricultura sota el govern de Fernando Henrique Cardoso, entre l'1 de gener de 1995 i el 2 de maig de 1996. El març de 1995, Vieira va ser admès a l'Orde del Mèrit Militar amb grau de Gran Oficial.
Va morir el dia 1 de febrer de 2015, en la ciutat de Londrina, per parada cardiorrespiratòria, després de estar internat dues setmanes a l'hospital per pneumònia. Havia estat casat durant 24 anys amb Tânia de Sousa, de la qual es va separar. Va tenir set fills.